# Purpurgimpel
Der Purpurgimpel (Haemorhous purpureus) ist ein Singvogel aus der Familie der Finken. Die Art besiedelt einen breiten Gürtel quer durch Kanada, die Westküste Nordamerikas bis ins nördliche Mexiko und einen Teil der USA östlich der großen Seen.

## Beschreibung

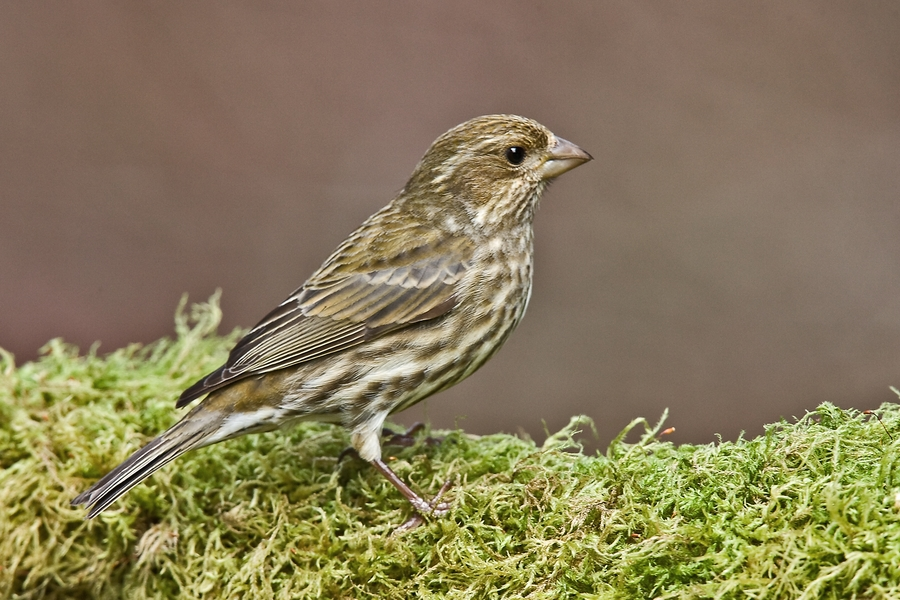
Weibchen des Purpurgimpels

### Aussehen
Der Purpurgimpel ist mit 13,5–16 cm Körperlänge die mittlere der drei Arten der Gattung Haemorhous und damit etwa so groß wie ein Buchfink. Die Flügellänge beträgt beim Männchen 74–87 mm und beim Weibchen 74–84 mm. Die Schwanzlänge liegt zwischen 15,5 und 61,5 mm, das Gewicht zwischen 20 und 31 g. Der konische Schnabel hat einen runden First, ist oben dunkel und unten gelblich hornfarben. Die Füße sind blassbraun.
Die Geschlechter unterscheiden sich deutlich in der Gefiederfärbung. Das Männchen ist am Oberkopf bis auf den Scheitel himbeerrot oder purpurrosa. Hinterkopf und Nacken sind ähnlich gefärbt, aber braun gestreift. Zügel, Ohrdecken und bisweilen ein angedeuteter Bartstreif sind bräunlich mit rötlicher Tönung. Der breite, rosa Überaugenstreif beginnt meist hinter dem Auge und läuft an den Halsseiten aus. Manche Vögel haben dunklere Scheitelseitenstreifen, einige einen dunklen Augenstreifen. Kinn, Kehle und Brust sind wie der Überaugenstreif rosa oder malvenfarben. Diese Färbung läuft auf der unteren Brust oder dem Bauch aus. Die Flanken sind beige oder weißlich und manchmal bräunlich oder rötlich überwaschen. Eine deutliche Streifung fehlt aber. Unterer Bauch und Unterschwanzdecken sind weißlich und die letzteren manchmal rosa überhaucht. Rücken und Schultern sind wie der Nacken und der Hinterkopf rötlich, die braune Streifung ist hier aber durch dunkle Federzentren gröber und teils kräftiger. Hinterer Rücken und Bürzel sind einfarbig dunkel rosarot, die oberen Schwanzdecken aschbraun mit rosa oder rötlichen Spitzen. Der gegabelte Schwanz ist dunkelbraun mit warmbraunen Säumen. Die Armdecken sind dunkelbraun mit beigerosa Säumen und Spitzen. Alula, Handdecken und Schwingen sind farblos braun oder schwärzlich, die Schwingen tragen rötlichbraune Säume.
Das Weibchen ist oberseits recht eintönig graubraun mit einer feinen Strichelung und dunklen Federzentren auf dem Rücken. Daraus heben sich nur ein breiter beiger Überaugenstreif, der bis zu den Halsseiten verläuft, und ein hell angedeuteter Wangenstreif hervor. Die dunkleren Flügel- und Schwanzfedern sind hell gesäumt, die Spitzen der Armdecken bilden ein doppeltes Band. Die Unterseite inklusive Kinn und Kehle ist beige bis weißlich und zeigt eine verwaschene, grobe Streifung. Bei älteren Weibchen kann sie rötlich überhaucht sein. Die Streifung setzt meist auf dem unteren Bauch aus.
Das Jugendkleid ähnelt dem des Weibchens, ist aber oberseits wärmer mit einem gelblichbraunen Bürzel. Männchen im ersten Sommer sind ebenfalls ähnlich gefärbt, am Kopf und am Bürzel aber olivbraun. Kinn und Kehle sind tiefgelb, diese Färbung erstreckt sich bis auf die Brust. Im zweiten Winter mausern die jungen Männchen, die bereits im Sommer ein Revier besetzen, dann in das Adultkleid.
Der Purpurgimpel ist dem etwas größeren Cassingimpel recht ähnlich, kann aber von diesem durch den kräftigeren Schnabel mit dem gebogenen First unterschieden werden. Die roten Kopfpartien des Männchens dehnen sich zudem weiter auf Rücken und Brust aus, Oberkopf und Nacken bzw. Rücken sind nicht so deutlich voneinander abgesetzt wie beim Cassingimpel. Beim Weibchen des Purpurgimpels sind die dunklen, abgesetzten Ohrdecken und der helle, ungestrichelte Überaugenstreif bezeichnende Merkmale. Die dunklen Striche der Unterseite sind beim Cassingimpelweibchen sehr viel schärfer gezeichnet. Weitere Unterscheidungsmerkmale sind die lange Handschwingenprojektion beim Cassingimpel und die Stimme.

### Stimme
Der Flugruf ist ein metallisches pik, pit oder pink und ferner ein melodisches char-lie, schi-wi oder twie-u. Der Gesang ist ein schnelles, helles und leicht heiseres Gezwitscher mit wiederholten Silben. Er steigt meist etwas in der Tonhöhe an und endet mit einem absteigenden Triller. Er ist von Singwarten in Bäumen zu hören oder bei der aufwändigen Bodenbalz.

## Verbreitung und geografische Variation

Verbreitungsgebiet des Purpurgimpels
Brutgebiete
Ganzjährig
Winterquartiere

Der Purpurgimpel besiedelt in Kanada einen breiten Gürtel, der von British Columbia bis nach Neufundland reicht. An der Ostküste der Vereinigten Staaten reicht die Verbreitung südwärts bis ins nördliche New Jersey und nach West Virginia, den Norden von Illinois und Ohio sowie bis ins mittlere Minnesota. An der Westküste reicht die Verbreitung in einem schmalen Streifen bis ins nördliche Mexiko. Es gibt zwei anerkannte Unterarten. Die Unterart C. p. californicus ist insgesamt mehr rosa als die Nominatform mit unauffälligerem Überaugenstreif, einem wärmeren Rücken und weniger rötlich überhauchtem Gefieder. Das Weibchen ist diffuser gestrichelt.
- H. p. purpureus (Gmelin, 1789) – Kanada und Ostküste
- H. p. californicus S. F. Baird, 1858 – Kaskadengebirge und westliche Sierra Nevada vom südwestlichen British Columbia durch Washington, Oregon und Kalifornien südwärts bis ins nördliche Baja California

## Wanderungen
Der Purpurgimpel ist ein Teilzieher. Einige Populationen bleiben das ganze Jahr über im Brutgebiet, andere ziehen in südlichere Regionen. Je nach Nahrungsangebot können die Bestände in den Überwinterungsgebieten stark schwanken. Die Nominatform überwintert vorwiegend im Ostteil Nordamerikas und südlich sowie südöstlich der Brutgebiete. Überwinterer werden bis ins südöstliche Texas, die Golfküste und ins mittlere Florida festgestellt. Die Unterart californicus wandert meist nur in niedrigere Lagen ab. Einige Vögel überwintern aber auch weiter südlich, so im nördlichen Mexiko.

## Lebensweise
Der relativ häufige Purpurgimpel brütet in den nördlicheren Nadelwäldern, in offenen Mischwäldern, bewaldeten Hügeln und Canyons oder in Siedlungshabitaten am Rande der Städte – so in Parks, Obstgärten oder Gärten mit Futterstellen.
Man findet ihn einzeln, paarweise oder in kleinen Trupps. Zur Zugzeit und im Winter ist er vielerorts in auffällig großer Zahl präsent. Nach der Brutzeit bilden sich oft Verbände von bis zu 30 Weibchen und Jungvögeln. Die Art vergesellschaftet sich oft mit Fichten- und Goldzeisigen.
Seine Nahrung sucht der Purpurgimpel in Bäumen, in Büschen oder am Boden. Er ernährt sich vor allem von Koniferensamen, aber auch von anderen Sämereien, Knospen, Beeren und reifen Früchten. Als Nahrungsergänzung kommen Insekten oder deren Larven hinzu. An Futterstellen, die er gerne aufsucht, frisst er Sonnenblumen- und Hanfsamen sowie Hirse.

## Systematik
Der Purpurgimpel wurde wie auch die nahe verwandten Arten Haus- und Cassingimpel lange in die Gattung Carpodacus gestellt, innerhalb der sie die einzigen drei Arten mit einer rein nearktischen Verbreitung darstellten. Untersuchungen der mitochondrialen DNA von 2007 und 2011 ergaben, dass die Gattung polyphyletisch ist und die drei nearktischen Finkenarten den anderen „Karmingimpeln“ verwandtschaftlich nicht so nahestehen, wie angenommen. Dem Vorschlag zur Abgliederung der drei Arten in eine eigene Gattung folgte die American Ornithologists’ Union 2012 in ihrem 53. Supplement zur Check-List of North American Birds. Sie stehen nun in der von William Swainson 1837 errichteten Gattung Haemorhous.